# Canton de Vertaizon
Le canton de Vertaizon est une ancienne division administrative française située dans le département du Puy-de-Dôme en région d'Auvergne.

## Géographie
Ce canton est organisé autour de Vertaizon dans l'arrondissement de Clermont-Ferrand. Son altitude varie de 295 m (Beauregard-l'Évêque) à 603 m (Mezel) pour une altitude moyenne de 375 m.

## Histoire
- De 1833 à 1848, les cantons de Vertaizon et de Pont-du-Château avaient le même conseiller général. Le nombre de conseillers généraux était limité à 30 par département[1].
- Le canton a été supprimé à la suite du redécoupage des cantons du Puy-de-Dôme, appliqué le 25 février 2014 par décret. À l'exception de Moissat et Ravel qui intègrent le canton de Lezoux, toutes les communes intègrent le canton de Billom[2].

## Représentation

### Conseillers généraux de 1833 à 2015
| Période    | Période                | Identité                                                   | Étiquette   | Qualité |
| ---------- | ---------------------- | ---------------------------------------------------------- | ----------- | --- |
| 1833       | 1845                   | Pierre Chaudesaigues de Tarrieux                           |             | Juge, conseiller à la Cour de Clermont |
| 1845       | 1848                   | Charles Alexandre Hippolyte Amable Bertrand (1777-?)       |             | Médecin, officier de santé, maire de Pont-du-Château |
| 1848       | 1868 (décès)           | Guillaume Vigeral (1802-1868)                              |             | Notaire, maire de Vertaizon, conseiller d'arrondissement |
| 1869       | 1870                   | Edmond Guyot-Dessaigne                                     |             | Procureur impérial à Issoire, futur Ministre de la Justice républicain                                                                                      |
| 1870       | 1884 (décès)           | Antoine dit Jules Vigeral (frère du précédent)-(1831-1884) | Droite      | Notaire - Maire de Vertaizon (1860-1884) |
| 1884       | 1889 (décès)           | Jean Gros-Argellier                                        |             | Agriculteur, maire de Chauriat |
| 1889       | 1891 (décès)           | Gilbert Pouchon-Plasse                                     |             | Agriculteur, maire de Bouzel |
| 1891       | 1895                   | Benoît Sérindas                                            | Républicain | Agriculteur, maire de Vertaizon (1888-1896) |
| 1895       | 1901                   | Philippe Verny                                             | Républicain | Notaire Maire de Vertaizon (1896-1908) |
| 1901       | 1907                   | François Huguet                                            | Républicain | Industriel, Seychalles |
| 1907       | 1909 (décès)           | François Gilbert Lagoutte-Lageyre                          | Rad.        | Propriétaire à Beauregard-l'Évêque Conseiller d'arrondissement (1889-1895 et 1901-1907)                                                                     |
| 1909       | 1925                   | Antoine Trincard-Moyat                                     | RG          | Agriculteur et viticulteur à Vertaizon Adjoint au maire de Vertaizon Député (1919-1924)                                                                     |
| 1925       | 1926 (annulation)      | Pierre Sauvanet                                            | SFIO        | Ingénieur en chef du génie rural |
| 1926       | 1930 (décès)           | Louis Aurel (1876-1930)                                    | SFIO        | Agriculteur - Maire de Vertaizon |
| 1930       | 1932 (décès)           | Antoine Delorme-Mondanel                                   | Rad.        | Négociant à Vertaizon, conseiller d'arrondissement |
| 1932       | 1940                   | Louis-Augustin Aurel                                       | SFIO        | Agriculteur - Maire de Vertaizon |
|            |                        |                                                            |             | |
| 1942       | 1945                   | Annet Hérody (1881-1958)                                   |             | Minotier, agriculteur Maire de Vertaizon (1938-1944) Nommé conseiller départemental en 1942                                                                 |
|            |                        |                                                            |             | |
| 1945       | 1951                   | Louis-Augustin Aurel                                       | SFIO        | Agriculteur - Maire de Vertaizon (1945-1947) |
| 1951       | 1966 (décès)           | Henri Noyer                                                | SFIO        | Contrôleur spécial de l'enregistrement Maire de Vertaizon (1965-1966), ancien conseiller d'arrondissement                                                   |
| 1966       | 1976                   | Henri Nenot                                                | SFIO-PS     | Maire de Chauriat |
| 1976       | 1982                   | Jean Prulière                                              | PS          | Marchand de vins Maire de Vertaizon (1966-1977) |
| 1982       | avril 2014 (démission) | Alain Néri                                                 | PS          | Directeur-adjoint de collège Sénateur (2011-2017) Député de la deuxième circonscription du Puy-de-Dôme (1997-2011) Maire de Beauregard-l'Évêque (1983-2020) |
| avril 2014 | mars 2015              | Martine Malterre-Puyfoulhoux                               | PS          | Psychologue Ancien maire de Moissat (2008-2014) |

### Conseillers d'arrondissement (de 1833 à 1940)
| Période                                  | Période | Identité                          | Étiquette           | Qualité |
| ---------------------------------------- | ------- | --------------------------------- | ------------------- | --- |
| 1833                                     | 1848    | Guillaume Vigeral                 |                     | Notaire, maire de Vertaizon                                                                                 |
| 1848                                     | 1871    | Antoine Vigeral                   |                     | Médecin à Vertaizon                                                                                         |
| 1871                                     | 1877    | Antoine Chambige                  |                     | Maire de Vassel                                                                                             |
| 1877                                     | 1889    | Pierre Pouchon                    |                     | Maire de Bouzel                                                                                             |
| 1889                                     | 1895    | François Gilbert Lagoutte-Lageyre | Républicain radical | Propriétaire à Beauregard-l'Évêque                                                                          |
| 1895                                     | 1901    | Jean-Baptiste Réol                |                     | Maire de Chas                                                                                               |
| 1901                                     | 1904    | François Gilbert Lagoutte-Lageyre | Républicain radical | Propriétaire à Beauregard-l'Évêque                                                                          |
| 1904                                     | 1931    | Antoine Delorme-Mondanel          | Radical             | Négociant à Vertaizon                                                                                       |
| 1931                                     | 1940    | Henri Noyer                       | SFIO                | Contrôleur spécial de l'enregistrement, Vertaizon                                                           |
| 1940                                     |         |                                   |                     | Les conseils d'arrondissement ont été suspendus par la loi du 12 octobre 1940 et n'ont jamais été réactivés |
| Les données manquantes sont à compléter. |         |                                   |                     | |

## Composition
Le canton de Vertaizon groupait 12 communes et comptait 12 320 habitants au recensement de 2012 (population municipale).
| Nom                     | Code Insee | Intercommunalité        | Population (dernière pop. légale) |
| ----------------------- | ---------- | ----------------------- | --------------------------------- |
| Vertaizon (chef-lieu)   | 63453      | CC Billom Communauté    | 3 251 (2014)                      |
| Beauregard-l'Évêque     | 63034      | CC Billom Communauté    | 1 407 (2014)                      |
| Bouzel                  | 63049      | CC Billom Communauté    | 704 (2014)                        |
| Chas                    | 63096      | CC Billom Communauté    | 380 (2014)                        |
| Chauriat                | 63106      | CC Billom Communauté    | 1 641 (2014)                      |
| Espirat                 | 63154      | CC Billom Communauté    | 352 (2014)                        |
| Mezel                   | 63226      | CC Billom Communauté    | 1 913 (2014)                      |
| Moissat                 | 63229      | CC Entre Dore et Allier | 1 210 (2014)                      |
| Ravel                   | 63296      | CC Entre Dore et Allier | 694 (2014)                        |
| Reignat                 | 63297      | CC Billom Communauté    | 369 (2014)                        |
| Saint-Bonnet-lès-Allier | 63325      | CC Billom Communauté    | 436 (2014)                        |
| Vassel                  | 63445      | CC Billom Communauté    | 275 (2014)                        |

## Démographie
| 1962  | 1968  | 1975  | 1982  | 1990  | 1999  | 2006   | 2011   | 2012   |
| ----- | ----- | ----- | ----- | ----- | ----- | ------ | ------ | ------ |
| 5 975 | 6 165 | 6 361 | 7 278 | 8 262 | 9 175 | 11 175 | 12 208 | 12 320 |